# Nowi Borowyczi
Nowi Borowyczi (ukr. Нові Боровичі) – wieś na Ukrainie, w obwodzie czernihowskim, w rejonie koriukowskim, w hromadzie Snowśk. W 2023 liczyła 722 mieszkańców.